# Huju (köpinghuvudort i Kina, Hunan Sheng, lat 26,92, long 113,39)
Huju (kinesiska: 虎踞, 虎踞山, 虎踞镇) är en köpinghuvudort i Kina. Den ligger i provinsen Hunan, i den södra delen av landet, omkring 150 kilometer söder om provinshuvudstaden Changsha. Antalet invånare är 26 415. Befolkningen består av 12 999 kvinnor och 13 416 män. Barn under 15 år utgör 19,0 %, vuxna 15-64 år 72 %, och äldre över 65 år 8,0 %.
Runt Huju är det ganska tätbefolkat, med 179 invånare per kvadratkilometer. Närmaste större samhälle är Youxian Chengguanzhen, 8,8 km norr om Huju. Trakten runt Huju består till största delen av jordbruksmark.
Genomsnittlig årsnederbörd är 1 778 millimeter. Den regnigaste månaden är maj, med i genomsnitt 282 mm nederbörd, och den torraste är oktober, med 22 mm nederbörd.